# بیساید، ویرجینیا بیچ، ویرجینیا
بیساید (به انگلیسی: Bayside) یک منطقهٔ مسکونی در ایالات متحده آمریکا است که در ویرجینیا بیچ، ویرجینیا واقع شده‌است.